# Митрополит захумско-херцеговачки Јоаникије
Јоаникије Памучина (Заградиње, код Требиња, 13. децембар 1810 — Мостар, 9. септембар 1870) био је српски народни добротвор, књижевник, етнолог, архимандрит, митрополит захумско-херцеговачки 1860–1864.

## Биографија
Рођен је у селу Заградинње код Требиња 13. децембра 1810. године, од родитеља Стевана и Саре. На рођењу је добио име Бошко. Школовао се у свом родном месту и у манастирима Дужи и Завала, гдје се и закалуђерио 1829. године. Ускоро послије тога дошао је у Мостар и постао виђен и чувен. Ту је на двору грчког митрополита усавршио своје елементарно знање и научио грчки језик. Постао је архимандрит, и послије смрти митрополита Григорија 1860. године, управљао је до 1864. године митрополијом захумско-херцеговачком. Цариградски патријарх није хтио да га постави за митрополита, како су то Мостарци жељели и молили. Иако самоук, стекао је заслуге и на књижевном пољу, а умио је лијепо писати и минејским словима, као стари средњовековни писари. Писао је о животу и обичајима српског народа, бележио народне умотворине и припремао грађу за историографске радове.
Биљежио је народне умотворине и пјесме, приче, пословице и загонетке, описивао је живот и народне обичаје, спремао је грађу и за историјске радове. Већина његових књижевних радова штампана је у Српско-далматинском магазину (1846—186). Написао је биографију Али-паше Сточевића Ризванбеговића, у којој је уједно и историја Херцеговине тога доба. Тај рад преведен је 1873. на руски и штампан у списима Хилфердинговим (III., 330—379).
Памучина је и добротвор српске народне школе у Мостару, којој је оставио 800 дуката у државној банци у Петрограду. Преминуо је у Мостару 9. септембра 1870. године. Његов сестрић је био митрополит Леонтије Радуловић (1835 — 1888) који се школовао у Мостару.
У Мостару је децембра 2010. обележено 200 година од рођења Јоаникија Памучине. Тада су представљена његова „Сабрана дјела“ (2005) и књига Воје Ковачевића „Живот и дело Јоаникија Памучине“ (2009).
По њему је названа Библиотека „Јоаникије Памучина“ у Мостару.